# Libellula quadrimaculata

Libellula quadrimaculata (Linnaeus, 1758) je vrsta vilinskog konjica koja pripada porodici Libellulidae. Srpski naziv vrste je Četvoropegi vilin konjic.

## Opis vrste
Ova vrsta je čest stanovnik mirnih voda i može se naći širom Evrope.
Lako se prepoznaje po svojim velikim dimenzijama, braon telu i crnim tačkama na čvoru svakog krila po kojima je i dobila ime.
Dužina tela je kao kod L. depressa ali je telo vitkije i na izgled manje.
Kod oba pola telo je ravnomerno prozirno braon obojeno. Abdomen je koničan, segmenti 6-10 crno obojeni, a bočni segmenti od 4 do 8 žuti.
Abdomen mužjaka ne postaje sivkasto pruinozan kao kod L. depressa i L. fulva.
Krila su u svojoj bazi ćilibarne boje, na čvorovima sa karakterističnim crnim tačkama. Zadnja krila u svojoj bazi imaju crne šare u obliku trougla dok su prednja, za razliku od drugih vrsta roda Libellula, čisto ćilibarne boje.
Postoji jedna forma vrste L.quadrimaculata, praenubila, koja poseduje znatno veće nodalne tačke i braon šare iza pterostigme. Smatra se da su ove karakteristike povezane sa temperaturom vode u kojoj se larva razvija i čini se da je ova forma mnogo češća u Evropi nego u Americi. 
Oči su braon boje. Ova vrsta ima jedinstven izgled krila i nemoguće ju je pomešati sa nekom srodnom vrstom.

## Rasprotranjenje
Poznato je da je L. quadrimaculata u prošlosti imala brojne migracije. Sada je široko rasprostranjena i veoma česta u većem delu svog areala. 
Ova vrsta prisutna je u sledećim državama: Albanija; Austrija; Belorusija; Belgija; Bosna i Hercegovina; Bugarska; Kanada (Labrador, Britanska Kolumbija, Alberta, Manitoba, Nju Brunsvik, Njufaundlend I, Severozapadne teritorije, Nova Škotska, Ontario, Princ Edvard I., Kvebek, Saskačevan, Jukon); Kina; Hrvatska; Češka; Danska; Estonija; Finska; Francuska (Korzika); Nemačka; Grčka;Guernsei; Mađarska; Indija (Džamu-Kašmir); Irska; Ostrvo Man; Italija; Japan; Džersi; Latvija; Litvanija; Luksemburg; Makedonija, Bivša Jugoslovenska Republika; Moldavija; Mongolija; Crna Gora; Maroko; Nepal; Holandija; Norveška; Pakistan; Poljska; Portugal; Rumunija; Ruska Federacija; Srbija; Slovačka; Slovenija; Španija (Španija (kopno)); Švedska; Švajcarska; Turska; Ukrajina; Velika Britanija (Velika Britanija); Sjedinjene Američke Države (Vioming, Viskonsin, Zapadna Virdžinija, Vašington, Vermont, Utah, Teksas, Južna Dakota, Rhode Island, Pensilvanija, Oregon, Aljaska, Arizona, Kalifornija, Kolorado, Connecticut, Idaho, Illinois, Masačusets, Mičgen, Minesota, Montana, Nebraska, Nevada, Nju Hempšir, Nju Džerzi, Novi Meksiko, Njujork, Severna Dakota, Ohajo)

## Stanište
Ova vrsta preferira staništa sa mirnim vodama, dobro razvijenom vegetacijom i može biti veoma brojna na kiselim jezerima. 

## Biologija vrste
Mužjaci imaju moćan, agresivan let i ćesto odmaraju na grančicama nadgledajući vodu, za razliku od slično obojene vrste Epitheca bimaculata sa kojom lako može da bude zamenjena.
Oba pola su dobri letači i parenje se odvija u letu a ne na grančicama i među vegetacijom. Ženka jaja polaže na plutajuću vegetaciju.
Sezona leta ove vrste je od aprila do sredine septembra, a najčešći su početkom leta, u junu i julu. 

## Životni ciklus
Kod ove vrste parenje se odvija u letu. Nakon parenja ženke polažu jaja na listove flotanthih biljaka. Nakon prolaska kroz više larvenih stupnjeva, zrele larve izlaze na priobalne biljke gde eklodiraju i ostavljaju svoju egzuviju.

## Galerija
- Libellula quadrimaculata ženka
- Libellula quadrimaculata ženka